# Šorići
 Šorići  (olaszul: Sorici) falu Horvátországban, Isztria megyében. Közigazgatásilag Kanfanarhoz tartozik.

## Fekvése
Az Isztria középső részén, Pazintól 25 km-re, községközpontjától 8 km-re délnyugatra fekszik.

## Története
A régészeti leletek tanúsága szerint területe már a történelem előtti időben, az ókorban és a kora középkorban is lakott volt. Eredeti népességét a járványok és a háborúk pusztították ki. Helyükre a 16. és 17. században Dalmáciából a török elől menekülő horvátok érkeztek. A településnek 1880-ban 60, 1910-ben 98 lakosa volt. Az első világháború után a rapallói szerződés értelmében Isztria az Olasz Királysághoz került. A második világháború után Jugoszlávia része lett. Jugoszlávia felbomlása után 1991-ben a független Horvátország része lett. 2011-ben a falunak 85 lakosa volt. Lakói mezőgazdasággal (szőlő, olajbogyó és gabonatermesztéssel) foglalkoznak.

## Nevezetességei
Szent Mária Magdolna tiszteletére szentelt temploma a falutól 2 km-re délnyugatra áll. A templomot a 13. században építették, a 18. században bővítették és 1981-ben restaurálták. Négyszög alaprajzú épület külső félköríves apszissal. Mindössze két kis ablaka van az északi és a déli oldalon, ezen kívül két kis nyílás van rajta az apszison és a nyugati falu felső részén. Kapuját kőből faragott gerendák keretezik. Kőből épített, 1706-ban készített domborműves táblával díszített oltára van. 14. századi falfestményei az északi és a déli falon, a diadalíven és az apszisbna is fennmaradtak. Az apszis falfestménye a dicsőséges Krisztust, a diadalív az angyali üdvözletet ábrázolja. Az oldalfalakon Krisztus alakja homályos környezetben, a lovon ülő a sárkánnyal harcoló Szent György, Szent Péter és Pál apostolok, és a láncát kezében tartó Szent Lénárd, valamint egy ismeretlen püspök alakja látható. A freskókon nyolc glagolitabetűs felirat is található, melyeket a 16. és 17. századra datált az ismert horvát művészettörténész Branko Fučić.

## Lakosság
| Lakosság változása | Lakosság változása | Lakosság változása | Lakosság változása | Lakosság változása | Lakosság változása | Lakosság változása | Lakosság változása | Lakosság változása | Lakosság változása | Lakosság változása | Lakosság változása | Lakosság változása | Lakosság változása | Lakosság változása | Lakosság változása |
| ------------------ | ------------------ | ------------------ | ------------------ | ------------------ | ------------------ | ------------------ | ------------------ | ------------------ | ------------------ | ------------------ | ------------------ | ------------------ | ------------------ | ------------------ | ------------------ |
| 1857               | 1869               | 1880               | 1890               | 1900               | 1910               | 1921               | 1931               | 1948               | 1953               | 1961               | 1971               | 1981               | 1991               | 2001               | 2011               |
| 0                  | 0                  | 60                 | 86                 | 87                 | 98                 | 0                  | 0                  | 82                 | 66                 | 71                 | 57                 | 49                 | 50                 | 41                 | 85                 |